# NGC 4502
NGC 4502 is een balkspiraalstelsel in het sterrenbeeld Hoofdhaar. Het hemelobject werd op 21 maart 1784 ontdekt door de Duits-Britse astronoom William Herschel.

## Synoniemen
- UGC 7677
- MCG 3-32-60
- ZWG 99.78
- VCC 1410
- KUG 1229+169
- PGC 41531